# Helictotrichon convolutum
Helictotrichon convolutum är en gräsart som först beskrevs av Jan Svatopluk Presl, och fick sitt nu gällande namn av Johannes Jan Theodoor Henrard. Helictotrichon convolutum ingår i släktet Helictotrichon och familjen gräs. Inga underarter finns listade i Catalogue of Life.